# 1984年の近鉄バファローズ
1984年の近鉄バファローズ（1984ねんのきんてつバファローズ）では、1984年の近鉄バファローズの動向をまとめる。
この年の近鉄バファローズは、岡本伊三美監督の1年目のシーズンであり、藤井寺球場を正式な本拠地とした最初のシーズンである。

## 概要
前年4位転落の責任をとって関口清治前監督が辞任すると、それまで打撃コーチを務めていた岡本伊三美がこの年から監督に就任。岡本新監督は1979年・1980年の2連覇メンバーがベテランの域に入り衰えが見え始めたことから、ドラフトで獲得の小野和義や2年前のドラフト1位・金村義明などの若手を登用。外国人もドン・マネーとリチャード・デュランに一新するが、日本生命球場のロッカーが不潔なのに激怒したマネーは「もう日本でプレーしない」とフロントに退団を直訴してそのまま退団し、さらにデュランも後を追って退団するなど外国人二人に去られたチームは穴埋めとしてリチャード・デービスを獲得。デービスは規定打席未満ながら3割を打ち、岡本監督の期待に応える活躍をした。チームは開幕から前年優勝の西武が出遅れたこともあり、7月までは阪急に次ぐ2位につけていたが若手起用に切り替えた西武が8月以降反撃を開始すると、ベテランの多いチームは一気に失速。最終的に借金を1ケタまで減らしたものの、4位でシーズンを終えた。投手陣は300勝達成の鈴木啓示が16勝、ベテラン柳田豊が10勝を記録したがそれに続く投手は谷宏明の8勝が最高でそれに続く投手は不調で、チーム防御率4.36はリーグ4位。打撃陣は切り込み隊長の大石大二郎が46盗塁で盗塁王を獲得したほかチームトップの29本塁打を記録するなど打撃陣は終始好調で、チーム本塁打は174本でリーグ1位を記録した。

## チーム成績
| 1    | 二   | 大石大二郎 |
| 2    | 中   | 平野光泰   |
| 3    | 一   | 加藤秀司   |
| 4    | 左   | 栗橋茂     |
| 5    | 指   | マネー     |
| 6    | 右   | デュラン   |
| 7    | 三   | 金村義明   |
| 8    | 捕   | 有田修三   |
| 9    | 遊   | 谷真一     |
| 投手 | 投手 | 鈴木啓示   |

| 順位 | 4月終了時 | 4月終了時 | 5月終了時 | 5月終了時 | 6月終了時 | 6月終了時 | 7月終了時 | 7月終了時 | 8月終了時 | 8月終了時 | 最終成績 | 最終成績 |
| ---- | --------- | --------- | --------- | --------- | --------- | --------- | --------- | --------- | --------- | --------- | -------- | -------- |
| 1位  | 近鉄      | --        | 阪急      | --        | 阪急      | --        | 阪急      | --        | 阪急      | --        | 阪急     | --       |
| 2位  | 阪急      | 0.5       | 近鉄      | 4.0       | 近鉄      | 7.0       | 近鉄      | 6.5       | ロッテ    | 6.5       | ロッテ   | 8.5      |
| 3位  | 南海      | 1.0       | 南海      | 6.5       | ロッテ    | 7.5       | ロッテ    | 7.0       | 近鉄      | 12.5      | 西武     | 14.5     |
| 4位  | 西武      | 2.0       | ロッテ    | 8.5       | 南海      | 9.5       | 南海      | 11.5      | 西武      | 14.0      | 近鉄     | 16.5     |
| 5位  | ロッテ    | 2.5       | 西武      | 9.0       | 西武      | 12.0      | 西武      | 13.0      | 南海      | 20.0      | 南海     | 21.0     |
| 6位  | 日本ハム  | 3.0       | 日本ハム  | 14.0      | 日本ハム  | 15.0      | 日本ハム  | 19.0      | 日本ハム  | 25.0      | 日本ハム | 29.5     |

| 順位 | 球団                 | 勝 | 敗 | 分 | 勝率 | 差   |
| 1位  | 阪急ブレーブス       | 75 | 45 | 10 | .625 | 優勝 |
| 2位  | ロッテオリオンズ     | 64 | 51 | 15 | .557 | 8.5  |
| 3位  | 西武ライオンズ       | 62 | 61 | 7  | .504 | 14.5 |
| 4位  | 近鉄バファローズ     | 58 | 61 | 11 | .487 | 16.5 |
| 5位  | 南海ホークス         | 53 | 65 | 12 | .449 | 21.0 |
| 6位  | 日本ハムファイターズ | 44 | 73 | 13 | .376 | 29.5 |

## オールスターゲーム1984
| ファン投票          | 監督推薦          |
| ------------------- | ----------------- |
| 大石大二郎 羽田耕一 | 鈴木啓示 梨田昌崇 |

- 第3戦で大石が江川卓の連続打者奪三振記録を8でとめた。

## 表彰選手
| リーグ・リーダー | リーグ・リーダー | リーグ・リーダー | リーグ・リーダー |
| 選手名           | タイトル         | 成績             | 回数             |
| ---------------- | ---------------- | ---------------- | ---------------- |
| 大石大二郎       | 盗塁王           | 46個             | 2年連続2度目     |

| ベストナイン         | ベストナイン | ベストナイン |
| 選手名               | ポジション   | 回数         |
| -------------------- | ------------ | ------------ |
| 大石大二郎           | 二塁手       | 2年連続2度目 |
| ダイヤモンドグラブ賞 |              |              |
| 選手名               | ポジション   | 回数         |
| 大石大二郎           | 二塁手       | 3年連続3度目 |

## ドラフト
| 順位 | 選手名     | ポジション | 所属           | 結果 |
| ---- | ---------- | ---------- | -------------- | ---- |
| 1位  | 佐々木修   | 投手       | 近畿大学工学部 | 入団 |
| 2位  | 吉田剛     | 内野手     | 取手第二高     | 入団 |
| 3位  | 山崎慎太郎 | 投手       | 新宮高         | 入団 |
| 4位  | 山下和彦   | 捕手       | 新日本製鐵大分 | 入団 |
| 5位  | 鈴木貴久   | 外野手     | 電電北海道     | 入団 |
| 6位  | 田崎正明   | 投手       | 電電近畿       | 拒否 |